# Elisabetta di Brandeburgo (1510-1558)
Elisabetta di Brandeburgo (Cölln, 24 agosto 1510 – Ilmenau, 25 maggio 1558) è stata una principessa del Brandeburgo, duchessa consorte di Brunswick-Calenberg-Göttingen e scrittrice.

## Biografia

### Primi anni
Era la terza figlia del principe elettore Gioacchino I di Brandeburgo (1484–1535) e di sua moglie Elisabetta (1485–1555), figlia del re Giovanni di Danimarca.
Ricevette un'educazione strettamente religiosa e umanistica.
Entrò per la prima volta in contatto con Riforma nel 1527 quando sua madre introdusse nella corte gli insegnamenti di Martin Lutero scatenando le reazioni violente di suo padre che cacciò via da Wittenberg tutti i riformatori.

### Matrimonio con Eric I
Ancora adolescente venne data in moglie al quarantenne Eric I di Brunswick-Lüneburg, che sposò a Stettino il 7 luglio 1525.
Nonostante la differenza di età, il matrimonio fu privo di conflitti, anche perché Eric trascorse la maggior parte del suo tempo nei castelli di Erichsburg e Calenberg, mentre Elisabetta risiedeva a Wittum Münden.
Tuttavia nel 1528 Elisabetta accusò Anna von Rumschottel, che apparteneva alla nobiltà terriera e per molti anni fu amante del marito, di stregoneria e di aver gettato maledizioni sulla sua seconda gravidanza. Elisabetta invitò quindi il marito a metterla al rogo e mandò alcune spie a Minden, nascondiglio di Anna, per farla arrestare. Nel corso del procedimento da parte dell'Inquisizione contro presunti collaboratori di Anna, alcune donne finirono sul rogo.
Elisabetta convinse il marito a farsi dare un vitalizio più redditizio cambiando il contratto di matrimonio: al posto dei feudi di Calenberg, Neustadt e Hannover, ricevette quelli di Münden , Northeim e Göttingen, che fornivano più entrate e maggior peso politico.
Quando Elisabetta visitò sua madre nel Castello di Lichtenburg nel 1534, incontrò personalmente Martin Lutero e iniziò a corrispondere regolarmente con lui dal 1538. Lei gli mandò formaggio e vino, piantine di gelso e fico e lui in cambiò le spedì una Bibbia tradotta in tedesco con una dedica personale.
Il 7 aprile di quell'anno ella si convertì alla fede luterana informandone successivamente il langravio Filippo I d'Assia. Il marito Eric tollerò la conversione della moglie anche se il luteranesimo era incompatibile con la sua lealtà verso l'imperatore.

### Discendenza
Dal matrimonio con Eric I nacquero quattro figli:
- Elisabetta (8 aprile 1526-19 agosto 1566), sposata nel 1543 al conte di Henneberg George Ernest (1511-1583);
- Eric II, duca di Brunswick-Calenberg (10 agosto 1528-17 novembre 1584)sposatosi, nel 1545, Sidonia di Sassonia (8 marzo 1518-4 gennaio 1575), figlia del duca Enrico IV di Sassonia e di Caterina di Meclemburgo; poi nel 1576 con Dorothea di Lorena (24 agosto 1545-2 giugno 1621), figlia di Francesco I di Lorena e di Cristina di Danimarca;
- Anna Maria (23 aprile 1532-20 marzo 1568), sposò nel 1550 Alberto I di Prussia (1490-1568);
- Caterina (1534-10 maggio 1559), sposò nel 1557 Guglielmo di Rosenberg.

### Attuazione della Riforma (1540-1545)
Un forte alleato di Elisabetta fu l'elettore Giovanni Federico I di Sassonia. Quando Eric morì il 30 luglio 1540, la aiutò nella co-reggenza del Brunswick-Calenberg-Gottinga, insieme a Filippo I d'Assia. Per cinque anni infatti ella dovette spesso scontrarsi col duca Enrico V di Brunswick-Lüneburg sull'introduzione della riforma nel paese e sulla riorganizzazione delle nomine pubbliche.
Anton Corvino venne nominato Sovrintendente del principato, con ufficio a Pattensen . L'avvocato Justus von Waldhausen, che aveva studiato a Wittenberg, divenne consigliere e poi cancelliere, su raccomandazione di Martin Lutero. Il medico Burcardo Mithoff, giudice della Corte Justin Gobler e Heinrich Campe MJ completavano la squadra con la quale Elisabetta intendeva attuare le sue riforme.
Nel 1542 venne istituita per tutto il Calenberg-Göttingen la nuova chiesa luterana. Un apposito ordine monastico avrebbe regolato la conversione dei monasteri al protestantesimo.
L'opera di conversione fu attentamente seguita dalla principessa che dal 17 novembre 1542 al 30 aprile 1543 viaggiò per il paese diffondendo lo spirito protestante tra il popolo. All'occorrenza scrisse anche molte canzoni spirituali ed una "lettera aperta" ai suoi sudditi per rafforzare la loro fede. Più tardi avrebbe scritto di suo pugno anche un "manuale di governo" per suo figlio Eric II.
Tra le riforme attuate durante la reggenza vi fu anche l'introduzione nel 1544 di un procedimento extragiudiziale per regolare i rapporti giuridici tra i cittadini.
Anni prima aveva organizzato il matrimonio tra suo figlio e Anna d'Assia, la figlia di Filippo d'Assia. Eric però si innamorò della luterana Sidonia, sorella di Maurizio I, Elettore di Sassonia. Sotto la spinta di suo figlio, Elisabetta annullò il fidanzamento ed il matrimonio venne celebrato il 17 maggio 1545.

### Speranze disattese e ultimi anni (1545-1558)
Nel 1546, un anno dopo l'ascesa di suo figlio Eric II, Elisabetta sposò il conte di Henneberg Poppo XII (1513-1574), un fratello più giovane del marito della figlia maggiore.
Con grande preoccupazione vide suo figlio ripristinare il cattolicesimo. Nel 1548 egli accettò l'Interim di Augusta e fece arrestare i riformatori Anton Corvino e Walter Hoiker, che, insieme con 140 altri pastori, avevano contestato con veemenza la sua decisione.
Nel 1550 Elisabetta fece sposare sua figlia Anna Maria ad Alberto I di Prussia, con cui aveva condotto una corrispondenza amichevole per molti anni. Per la figlia scrisse un "libro del matrimonio", dandole alcuni consigli importanti per l'imminente matrimonio.
Dopo la battaglia di Sievershausen, nel 1533, Elisabetta venne espulsa è da Münden dal duca Enrico V di Brunswick-Lüneburg, nipote del defunto marito, e fuggì ad Hannover. Nel 1555, si trasferì a Ilmenau nella contea di Henneberg , nella moderna Turingia, dove prese la penna per scrivere un libro di consolazione per le vedove per aiutarle a superare il proprio dolore.
Assistette con orrore alla decisione di suo figlio Eric II nel 1557 di far sposare la figlia minore Caterina, luterana, al cattolico Guglielmo di Rosenberg. Quando Elisabetta completò il difficile cammino a Münden per assistere al matrimonio, scoprì che suo figlio le aveva deliberatamente dato la data sbagliata e che il matrimonio era avvenuto qualche tempo prima. Fu inoltre sorpresa che sua nipote avesse mantenuto la fede luterana e che utilizzasse il suo proprio pastore luterano a corte.
Elisabeth morì un anno dopo, nel 1558, in Ilmenau, sola e amareggiata. I suoi figli commissionarono allo scultore Sigmund Linger da Innsbruck un epitaffio con il suo ritratto, che venne eretto nel 1566 nella Cappella della Chiesa di San Giovanni a Schleusingen.

## Opere
- Ein Sendbrief an ihre Untertanen, Hannover, 1544
- Regierungshandbuch für ihren Sohn Erich II, 1545
- Mütterlicher Unterricht (Ehestandsbuch) für Anna Maria, 1550
- Trostbuch für Witwen, 1555, 2ª edizione 1556, Lipsia, 1598
- Elisabeth von Braunschweig-Lüneburg und Albrecht von Preußen. Ein Fürstenbriefwechsel der Reformationszeit, ed. von Ingeborg Mengel, Göttingen, 1954; 2ª edizione: Göttingen, 2001, ISBN 3-89744-062-8

## Ascendenza
|                             |                          |                                 | Genitori                          |  |  | Nonni |  |  | Bisnonni                   |  |  | Trisnonni                 |  |
|                             |                          |                                 |                                   |  |  |       |  |  | Alberto III di Brandeburgo |  |  | Federico I di Brandeburgo |  |
|                             |                          |                                 |                                   |  |  |       |  |  | Alberto III di Brandeburgo |  |  | Federico I di Brandeburgo |  |
|                             |                          | Elisabetta di Baviera-Landshut  |                                   |  |  |       |  |  | Alberto III di Brandeburgo |  |  |                           |  |
| Giovanni I di Brandeburgo   |                          |                                 |                                   |  |  |       |  |  | Alberto III di Brandeburgo |  |  |                           |  |
|                             |                          | Margherita di Baden             | Giacomo I di Baden                |  |  |       |  |  |                            |  |  |                           |  |
|                             |                          | Margherita di Baden             | Giacomo I di Baden                |  |  |       |  |  |                            |  |  |                           |  |
|                             |                          | Margherita di Baden             | Caterina di Lorena                |  |  |       |  |  |                            |  |  |                           |  |
| Gioacchino I di Brandeburgo |                          | Margherita di Baden             |                                   |  |  |       |  |  |                            |  |  |                           |  |
|                             |                          | Guglielmo III di Sassonia       | Federico I di Sassonia            |  |  |       |  |  |                            |  |  |                           |  |
|                             |                          | Guglielmo III di Sassonia       | Federico I di Sassonia            |  |  |       |  |  |                            |  |  |                           |  |
|                             |                          | Guglielmo III di Sassonia       | Caterina di Braunschweig-Lüneburg |  |  |       |  |  |                            |  |  |                           |  |
| Margherita di Sassonia      |                          | Guglielmo III di Sassonia       |                                   |  |  |       |  |  |                            |  |  |                           |  |
|                             |                          | Anna d'Asburgo                  | Alberto II d'Asburgo              |  |  |       |  |  |                            |  |  |                           |  |
|                             |                          | Anna d'Asburgo                  | Alberto II d'Asburgo              |  |  |       |  |  |                            |  |  |                           |  |
|                             |                          | Anna d'Asburgo                  | Elisabetta di Lussemburgo         |  |  |       |  |  |                            |  |  |                           |  |
| Elisabetta di Brandeburgo   |                          | Anna d'Asburgo                  |                                   |  |  |       |  |  |                            |  |  |                           |  |
|                             | Cristiano I di Danimarca | Dietrich di Oldenburg           |                                   |  |  |       |  |  |                            |  |  |                           |  |
|                             | Cristiano I di Danimarca | Dietrich di Oldenburg           |                                   |  |  |       |  |  |                            |  |  |                           |  |
|                             | Cristiano I di Danimarca | Edvige di Schauenburg           |                                   |  |  |       |  |  |                            |  |  |                           |  |
| Giovanni di Danimarca       | Cristiano I di Danimarca |                                 |                                   |  |  |       |  |  |                            |  |  |                           |  |
|                             |                          | Dorotea di Brandeburgo-Kulmbach | Giovanni di Brandeburgo-Kulmbach  |  |  |       |  |  |                            |  |  |                           |  |
|                             |                          | Dorotea di Brandeburgo-Kulmbach | Giovanni di Brandeburgo-Kulmbach  |  |  |       |  |  |                            |  |  |                           |  |
|                             |                          | Dorotea di Brandeburgo-Kulmbach | Barbara di Sassonia-Wittenberg    |  |  |       |  |  |                            |  |  |                           |  |
| Elisabetta di Danimarca     |                          | Dorotea di Brandeburgo-Kulmbach |                                   |  |  |       |  |  |                            |  |  |                           |  |
|                             |                          | Ernesto di Sassonia             | Federico II di Sassonia           |  |  |       |  |  |                            |  |  |                           |  |
|                             |                          | Ernesto di Sassonia             | Federico II di Sassonia           |  |  |       |  |  |                            |  |  |                           |  |
|                             |                          | Ernesto di Sassonia             | Margherita d'Austria              |  |  |       |  |  |                            |  |  |                           |  |
| Cristina di Sassonia        |                          | Ernesto di Sassonia             |                                   |  |  |       |  |  |                            |  |  |                           |  |
|                             |                          | Elisabetta di Baviera           | Alberto III di Baviera            |  |  |       |  |  |                            |  |  |                           |  |
|                             |                          | Elisabetta di Baviera           | Alberto III di Baviera            |  |  |       |  |  |                            |  |  |                           |  |
|                             |                          | Elisabetta di Baviera           | Anna di Braunschweig-Grubenhagen  |  |  |       |  |  |                            |  |  |                           |  |
|                             |                          | Elisabetta di Baviera           |                                   |  |  |       |  |  |                            |  |  |                           |  |